# Wolverine Range
Wolverine Range är ett berg i Kanada.   Det ligger i provinsen British Columbia, i den centrala delen av landet, 3 500 km väster om huvudstaden Ottawa. Toppen på Wolverine Range är 1 840 meter över havet, eller 9 meter över den omgivande terrängen. Bredden vid basen är 0,05 km.
Terrängen runt Wolverine Range är huvudsakligen kuperad. Trakten runt Wolverine Range är nära nog obefolkad, med mindre än två invånare per kvadratkilometer.. Det finns inga samhällen i närheten.
I omgivningarna runt Wolverine Range växer i huvudsak barrskog.